# Charles-Adrien Prévost d'Arlincourt
Charles-Adrien Prévost d'Arlincourt, né le 24 avril 1718 à Doullens et mort guillotiné le 25 floréal an II (14 mai 1794) à Paris six jours après son fils, est un fermier général et un contre-révolutionnaire, seigneur de Mérantais et de Mérancy, près de Chevreuse.

## Famille
Son père Antoine Adrien Prevost Sieur de Montaubert est Conseiller du Roy, Trésorier de l'extraordinaire des guerres à Doullens en Picardie, il a épousé Marie Magdelene Pruvost.
Il épouse le 22 avril 1743 Marguerite de la Haye (1722-1763). Elle est la fille de Gilles de La Haye de la Gonnière (1685-1760), receveur des aides et gabelles de Lyons-la-Forêt et d’Évreux, marié à la Roche-Guyon en 1715 avec Eugénie Legrand née en 1690. Marguerite a comme aïeul Marin de La Haye (père), né en 1614, fermier du prince de la Roche-Guyon.
La famille de son épouse possède en son sein, une importante lignée de financiers catholiques au service de la Monarchie française qui se trouve très présente dans la compagnie de la Ferme générale au XVIIIe siècle. Marin de La Haye (père) et ses descendants  favorisent les mariages de convenance, cette stratégie leur permet de constituer un important réseau d'alliances avec les familles de fermiers généraux : Bouret, Bergeret, Le Bas, Pignon, Cuisy et Prévost d'Arlincourt.
Le fermier général Marin de La Haye (petit-fils) (1684-1753), propriétaire de l'Hôtel Lambert est le protecteur du fermier général, Philippe Cuisy (1691-1779) qui a épousé sa cousine, Marie-Élisabeth Legrand (1695-1768). Philippe Cuisy est le protecteur du fermier général Charles Prévost d'Arlincourt qui a épousé sa nièce, Marguerite de la Haye de la Gonnière, elle a pour sœur  Jeanne Eugénie, la mère du docteur Jean-Baptiste Dumangin qui soigne et autopsie Louis XVII en juin 1795.

Ils ont un fils et deux filles, Louis-Adrien Prévost d'Arlincourt né le 23 mai 1744 à Évreux et guillotiné le 8 mai 1794 à Paris. Claude Victoire Prévost d'Arlincourt (1745-1811), elle épouse le 30 juin 1766 dans la chapelle particulière de Mr de Cuisy à Clamart  Jean-Pierre de Fumeron de Verrières (1743-1826), commis au bureau de la Guerre, et Marguerite Marie Prévost d'Arlincourt (1750-1797), elle épouse en 1770 Armand Henri Beaudouin, seigneur de Guémadeuc, Maître des Requêtes et Conseiller au Grand Conseil. M. de Guémadeuc est enfermé pour vols ou intrigues ou dilapidation des ressources de la famille en 1779 par lettre de cachet au Donjon de Vincennes où il croise Mirabeau, ensuite il est relégué à Tanlay. Le procureur syndic de la Commune de Paris Pierre Manuel dans son ouvrage sur La police de Paris dévoilée, paru en 1793, nous enseigne sur M. de Guémadeuc : 
« Son beau-père Darlincourt, sous le prétexte d'inconduite, au moment où la mort de madame de Cuisi l'appelait au tiers d'une succession de cinq millions; et qui, ne voulant pas signer des arrangements prémédités avec la soumission d'un aveugle, fut relégué par M. Amelot chez les Cordeliers de Tanlay, où, avec une culotte et une veste de Nankin et une paire de souliers pour quinze mois, il était résigné à se faire capucin, ne fût-ce que pour avoir des livres. »
Madame Cuisy, née Marie-Élisabeth Legrand est morte le 30 décembre 1768; elle a établi dans son testament du 10 novembre 1766 : 
Je fais et institue les trois enfants de feue Madame Darlincourt ma nièce épouse de M. Prévost Darlincourt fermier général mes légataires universels.
C'est après la mort de Philippe Cuisy, le 23 novembre 1779, que les héritiers de son épouse ont pu toucher l'intégralité de la succession de Madame Cuisy.

## Biographie

### Fermier général
Contrôleur des aides à Évreux, receveur des Gabelles à Doullens, Secrétaire du roi. 
Après cession par le fermier général Philippe Cuisy qui après la mort de ses enfants le laisse sans descendance, de la place de fermier général à son neveu Charles Adrien Prévost d'Arlincourt par contrat signé le 3 septembre 1763. 
Sur ordre du roi Louis XV, la Compagnie de Jésus est interdite et elle est bannie de France en 1763-64. Charles-Adrien Prévost d'Arlincourt favorable à l'institution distribuait clandestinement des tracts. En février 1764, le procureur général fait confisquer une instruction pastorale de l'archevêque de Paris, Christophe de Beaumont chez le fermier général Charles-Adrien Prévost d'Arlincourt. Mais il avait eu le temps d'en envoyer à tous ses amis avant qu'on en découvrit un plein tonneau dans son département de la Ferme.
En 1772, il acquiert  une charge de conseiller, secrétaire du Roi, Maison et Couronne de France et de ses finances à la Grande Chancellerie de France dont l'exercice ou la possession pendant dix années conférait la noblesse. Il cède à son fils Louis-Adrien Prévost d'Arlincourt en 1780, la place de Fermier général. 
Il possède un hôtel dans Paris au 342 rue Saint-Honoré et il acquiert le fief de la Mérantais à Magny-les-Hameaux près de Chevreuse. Sa propriété se trouve en bordure du Grand parc de chasse de Louis XIV qui entoure le Château de Versailles. À proximité de sa propriété la Porte de Mérantais y donne accès. Il le cède à son fils.

### Sous la Révolution il met des fonds à la disposition de la famille royale
Il aide financièrement tous les membres de la famille royale. Madame Victoire (1733-1799), tante de Louis XVI, exilée à Rome, s’inquiète du sort de M. d'Arlincourt, son généreux donateur. Elle se confie dans deux lettres adressées à la marquise d'Osmond, née Marie Élisabeth Cavelier de la Garenne, ancienne dame d'honneur de Madame Adélaïde.
« Lettre du 25 octobre 1792,
...Pourriez-vous me donner des nouvelles de cet honnête et excellent d'Arlincourt, parmi toutes les horreurs qui se font à Paris, j'en suis inquiète?... etc. »
« Lettre du 29 décembre 1793,
...Notre honnête homme Darlincourt ne peut plus nous donner l'argent qu'il avait destiné pour nous, ayant besoin du reste pour son fils, cela m'inquiète beaucoup pour lui et m'afflige réellement plus pour lui que pour moi.

Je n'oublierai jamais le service qu'il nous a rendu, ni la manière avec laquelle il nous l'a rendu. »

### Réfugié au Calvaire duMont Valérien
À la fin de 1789, il se réfugie chez les Ermites, au Calvaire, placé en haut du Mont Valérien, sur le rivage gauche de la Seine, à deux lieues de Paris, vers le couchant, à la croisée des communes de Suresnes, Nanterre et Rueil, plus Saint-Cloud qui se disputaient l'autorité de la colline. C'est le refuge de pieux laïcs, des ecclésiastiques suspectés, des religieuses dispersées, et des contre-révolutionnaires dépossédés par la Révolution qui refusent de prêter serment à la Constitution civile du Clergé : Jean-Baptiste-Augustin de Salignac Fénelon (1714-guillotiné le 8 juillet 1794), aumônier des Savoyards; Dom Félix Prosper Le Conte de Nonant, arrêté le 26 février 1794 (1725-guillotiné le 9 juillet 1794) dernier prieur des Chartreux de la maison de Paris; Mme Leclerc de Glatigny, la dernière supérieure des Visitandines de Saint-Denis (guillotinée le 12 mars 1794); Rougaire, ancien curé de l'Église Saint-Eutrope de Clermont-Ferrand; Darlay, chanoine de la collégiale de Saint-Denis; Pierre Séguier (1747-1822), chanoine d'Uzès et Malbeste, vicaire de Saint-Paul à Paris.

### Il demande de nombreux certificats
Catholique ultramontain et partisan de la monarchie absolue, il est très hostile à la Révolution et il aide financièrement de nombreuses actions contre-révolutionnaires. Se déplaçant souvent à Paris, il est obligé de se munir de certificats de plus en plus nombreux.

Le 16 septembre 1792, il obtient du maire de la municipalité de Nanterre, le citoyen Gillet, un certificat de résidence établi chez les Ermites, au Calvaire du Mont Valérien :
« Certificat des officiers municipaux de Nanterre, attestant que Charles-Adrien Prévost d'Arlincourt, né à Doullens (Somme), le 24 avril 1718, âgé par conséquent de 74 ans 5 mois et résident  au  Mont Valérien, dit le Calvaire, paroisse et municipalité de Nanterre, depuis trois ans sans interruption, a prêté serment de fidélité à la Nation, de maintenir la Liberté et l'Égalité ou de mourir en les défendant, suivant et conformément à la loi du 3 du présent mois, rendue par l'Assemblée nationale. »
Le 10 octobre 1793, il prête serment à la Nation.

Le 3 frimaire an II (23 novembre 1793), (il demande un) :
« Certificat de non émigration, délivré par le Directoire du Département de Paris au citoyen Charles-Adrien Prévost d'Arlincourt, vivant de son bien, demeurant (à Paris) rue Saint-Honoré, n° 342. Signé de La Chevardière, vice-président, E-J-B Maillard. »
Le 29 nivôse an II (18 janvier 1794)
« Certificat de résidence, délivré par la municipalité de Nanterre sur l'attestation des citoyens Rémy Fauvette et François Bellot, domiciliés dans le canton de  Nanterre, à Charles-Adrien Prévost d'Arlincourt, vivant de son revenu, âgé de 76 ans, taille de 5 pieds 4 pouces, cheveux blancs et sourcils châtains, yeux gris blancs, nez long et aquilin, bouche grande, menton rond, front dégagé, demeurant au Mont Valérien, maison appartenant à la République, où il réside depuis le 9 mai 1792 jusqu'à ce jour.

Signé de Prévost d'Arlincourt, et des officiers municipaux, avec certificat de l'affichage et visa du directoire du district de Franciade. »
Le 8 germinal an II (28 mars 1794) :
« Laisser-passer délivré par la municipalité de Nanterre au citoyen Charles-Adrien Prévost d'Arlincourt, vivant de son revenu, domicilié à Nanterre, âgé de 76 ans,... cheveux et sourcils châtains grisonnants...visage ovale. Signé de : Prévost d'Arlincourt, Gillet, maire, et autres et visé à la maison commune de Magny-les-Hameaux, 23 germinal an II (12 avril 1794). »
Désigné comme mort sur la liste des fermiers généraux, il réussit, contrairement à son fils à échapper au décret d'arrestation des anciens fermiers généraux du 24 novembre 1793. Il rapatrie ses fonds placés à l'étranger et il cherche par tous les moyens à acheter des complicités pour sortir son fils des geôles révolutionnaires. Malgré ses efforts, son fils Louis est exécuté le 8 mai 1794 avec 26 anciens fermiers généraux. L'étau se referme sur lui.

### Il est dénoncé auComité de sûreté générale
« Nanterre le 20 floréal an II (9 mai 1794) 2e de la République une et indivisible.
Le président du comité de Surveillance de la commune de Nanterre, District de la Franciade, Département de Paris (Informe le Comité de sûreté générale)... Le décret que la Convention a rendu ces jours derniers sur les cy-devant fermiers généraux a aussi réveillé notre sollicitude.
Nous avons un devoir, prendre des mesures provisoires à l'égard du citoyen Prévost Darlincourt domicilié au cy-devant Mont-Valérien Maison des cy-devants Ermites... Nous avons consulté la liste, et nous avons été tous étonnés de le voir désigné mort tandis que nous le savions bien vivant, ce qui nous a fait croire que la religion du Comité de sûreté générale avait été trompée.

Nous nous sommes en conséquence déterminé à décider son arrestation, jusqu'à ce que vous nous ayez indiqué la marche que nous avons à suivre à son égard. Nous ne l'avons pas trouvé à son domicile où nous nous sommes transportés par Commissaire. Nous vous rendrons compte du résultat des mesures ultérieures que nous vous proposons de prendre. Signé Ravoise, président pendant la dernière décade. »
Réponse du Comité de sûreté générale : 
22 floréal an II (11 mai 1794).
Le Comité de sûreté générale, citoyen a lu avec satisfaction la lettre que vous lui avez adressée aujourd'huy, il applaudit au zèle et à l'activité que vous apportés à remplir les fonctions importantes qui vous sont confiées. Continués vos recherches, commencées contre Prévost d'Arlincourt et envoyés au Comité les renseignements qui vous seront parvenus. C'est par la surveillance la plus exacte que les patriotes parviendront à purger le sol de la République de tous les traites qui la souillent encore.
Signés : Jean-Henri Voulland, Louis du Bas Rhin, Vadier et Dubarran.

PS. Il importe, citoyens que vous fassiez transférer sur le champ le citoyen Prévost dans une maison d'arrêt de Paris et que vous en préveniez en même temps l'accusateur Public. »
Il est guillotiné place de la Révolution le 25 floréal an II (14 mai 1794), à l'âge de 76 ans, en même temps que ses deux anciens collègues, les ex-fermiers généraux Louis Mercier et Jean Claude Douet.